# Philippe Le Corbeiller
Philippe Emmanuel Le Corbeiller (né à Paris le 11 janvier 1891 – mort à Wassenaar 24 juillet 1980) est un ingénieur et physicien franco-américain. Expert des télécommunications et de la radio, il quitte la France occupée et devient professeur à l'université Harvard. Ses principales contributions scientifiques concernent l'application de la théorie des systèmes dynamiques.

## Biographie
Fils de l'essayiste et député Jean-Maurice Le Corbeiller et de sa femme Marguerite Dreux, il est admis à l'École polytechnique en 1910. Pendant la Première Guerre mondiale, il sert dans les Transmissions, est décoré de la croix de guerre et est affecté à l'état-major du maréchal Foch. Après la guerre, Le Corbeiller se consacre à la télégraphie sans fil et à la radio. Philippe Le Corbeiller épouse l'Américaine Dorothy Leeming à Paris en 1924. Leur fils Jean, diplômé de Harvard (1948), est rédacteur au Scientific American et professeur au Lang College de la New School for Social Research de New York. En 1952, la mère de Philippe Le Corbeiller lègue au musée Fogg d'Harvard un bol et un saucier utilisés par Marie-Antoinette lors de sa détention, et légués par Madame Campan.
En 1926, il passe une thèse sur la théorie arithmétique des formes hermitiennes à la Sorbonne. Préparée sous la direction de Picard, la thèse de Le Corbeiller s'appuie sur les travaux de Georges Humbert, récemment décédé. De 1929 à 1939, Le Corbeiller sert au Ministère des PTT comme ingénieur de recherche et enseigne à Supélec et passe une licence de philosophie (la Sorbonne, 1938).
De 1939 à 1941, il exerce les fonctions de directeur de la programmation de la Radiodiffusion nationale mais, devant les contraintes de l'Occupation allemande, fuit aux États-Unis avec sa famille en 1941. Il y passe le reste de la guerre à l’Université Harvard, où il enseigne l’électronique aux militaires américains. Il est promu maître de conférences de physique appliquée à Harvard, et en 1949 obtient la chaire de physique appliquée et de propédeutique. Il est membre de plusieurs sociétés savantes : l’Académie américaine des arts et des sciences, l’Acoustical Society of America, la Société d'économétrie, la Société américaine de physique et l’Association américaine pour l'avancement des sciences,.

## Recherches scientifiques
Les recherches de Le Corbeiller recouvrent des branches aussi variées que les mathématiques, l’électromécanique, l’automatique, l’acoustique et l’économie. Il correspond avec Balthasar van der Pol, dont il applique les études sur le comportement non-linéaire des systèmes dynamiques (cf. Oscillateur de Van der Pol et oscillation de relaxation)  aux sciences de l'ingénieur et à l'économie. Le Corbeiller a notamment appliqué la théorie des systèmes dynamiques à la thermodynamique des moteurs. À Harvard, Le Corbeiller exerce une influence décisive sur l'économiste Richard Goodwin, qui exploite le concept de système non-linéaire pour décrire les cycles économiques,.
Le Corbeiller s'intéresse beaucoup à l'histoire et la philosophie des sciences, et s'appuie dessus pour ses travaux de vulgarisation. Avec d'autres enseignants, parmi lesquels Edwin C. Kemble, Gerald Holton, I. Bernard Cohen et Thomas Kuhn, il fait écho à l'initiative du président de Harvard, James Bryant Conant, de mettre sur pied un programme d'histoire des sciences.
À sa retraite en 1960, Le Corbeiller enseigne encore quelque temps à la New School et au Smith College. Veuf, il se remarie en 1964 à New York avec Pietronetta Posthuma, elle-même veuve de Balthasar van der Pol. Le couple s'installe aux Pays-Bas en 1968. Le Corbeiller meurt à Wassenaar en 1980.